# اصلاحیه سولومون-لاوتنبرگ

انطباق ایالت‌ها با اصلاحیه سولومون-لاوتنبرگ
----
ایالاتی که سیاست‌های این اصلاحیه را اجرا می‌کنند
ایالاتی که این قانون را نادیده می‌گیرند

اصلاحیه سولومون-لاوتنبرگ (به انگلیسی: Solomon–Lautenberg amendment) یک قانون فدرال در ایالات متحده است که در سال ۱۹۹۰ تصویب شد و از ایالت‌ها می‌خواهد که گواهینامه رانندگی هر فردی را که مرتکب تخلف مواد مخدر می‌شود، تعلیق کنند. تعدادی از ایالت‌ها در اوایل دهه ۱۹۹۰ قوانینی را به تصویب رساندند تا از این اصلاحیه پیروی کنند تا شامل جریمه کاهش بودجه نشوند. این قانون تعلیق اجباری گواهینامه رانندگی به مدت حداقل شش ماه را برای ارتکاب هر نوع تخلف مواد مخدر (صرف نظر از اینکه آیا وسیله نقلیه موتوری در این تخلف دخیل بوده است یا نه) در نظر می‌گیرد. نام مستعار «یک جوینت بکش، گواهینامه‌ات را از دست بده» (به انگلیسی: Smoke a joint, lose your license) به همین خاطر برای این قانون انتخاب شده است. همچنین به آن قوانین «یک جوینت داشته باشی، گواهینامه‌ات را از دست می‌دهی» (به انگلیسی: Possess a joint, lose your license) نیز گفته می‌شود. از آنجایی که این اصلاحیه اجرای این قانون را بر عهدهٔ خود ایالت‌ها گذاشته، تنها سه ایالت تا سال ۲۰۲۱ چنین قوانینی را اجرا می‌کنند.

## انتقادات
قوانین «یک جوینت بکش، گواهینامه‌ات را از دست بده» به دلایل مختلفی مورد انتقاد قرار گرفته است، از جمله این واقعیت که در اغلب موارد مجازات ربطی به جرم ندارد. باطل شدن گواهینامه می‌تواند مشکلات متعددی را در زندگی افراد ایجاد کند. به همین خاطر این مجازات بیش از حد دانسته می‌شود. از دست دادن امتیازات رانندگی می‌تواند منجر به از دست دادن شغل شود، مطالعه‌ای در نیوجرسی نشان داد که در ۴۲٪ موارد تعلیق گواهینامه، این اتفاق رخ داده و افراد شغل خود را از دست داده‌اند. در ۴۵ درصد از این موارد، افراد قادر به یافتن شغل دیگری نبودند.
بسیاری (بر مبنای تخمین‌ها تا ۷۵٪ درصد) از کسانی که گواهینامه خود را از دست می‌دهند، همچنان به رانندگی ادامه می‌دهند. رانندگان در صورت دستگیری با مجازات‌های شدیدتری روبرو خواهند شد که شرایط پیچیده‌ای برای پلیس و سایر منابع دولتی ایجاد می‌کند.
منتقدان همچنین به تأثیر شدید این تعلیق‌ها بر اقلیت‌ها و طبقات کم‌درآمد اشاره کرده‌اند. در نیوجرسی، تنها ۱۶ درصد از جمعیت کم‌درآمد در نظر گرفته می‌شوند، در حالی که ۵۰ درصد از افرادی که گواهینامهٔ تعلیق‌شده دارند، از این دسته هستند. این افراد پس از آن با هزینه‌های اعاده‌ای که باید پرداخت شوند (تا ۲۷۵ دلار در آلاباما) مواجه می‌شوند. قیمت بیمه خودرو نیز می‌تواند افزایش یابد، حتی برای تعلیق‌هایی که ربطی به رانندگی ندارند.

## تلاش برای لغو
در سال ۲۰۱۷، بتو اورورک، نماینده مجلس، قانون رانندگی بهتر را معرفی کرد، لایحه ای که به دنبال لغو اصلاحیه سولومون-لاوتنبرگ بود. همزمان با معرفی آن، بیش از ۳۰ گروه با امضای نامه ای خواستار لغو این اصلاحیه شدند. از جمله امضاکنندگان این نامه، NAACP، همراه با سایر سازمان‌های حقوق مدنی، اصلاحات عدالت کیفری، و سازمان‌های ترک اعتیاد بودند.

## یادداشت
1. ↑  اصلاحیه سولومون-لاوتنبرگ در سال ۱۹۹۰ به قانون تبدیل شد، در سال ۱۹۹۱ برای رفع اشتباهات مورد بازنگری قرار گرفت و با تغییرات جزئی در سال ۱۹۹۲ بازنگری شد. به همین خاطر برخی منابع ممکن است اشاره کنند که این قانون در سال ۱۹۹۱ تصویب شده است.